# Upptäckt

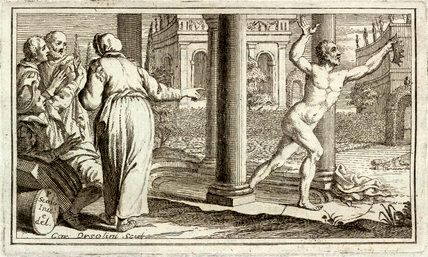
Arkimedes utrop "Heureka" när han upptäckte principen om att föremål i vatten påverkas av en uppåtriktad kraft, som är lika stor som tyngden av den undanträngda vätskan.
Försättsblad från "Historical and critical information about the life, inventions and writings of Archimedes of Syracuse" av den italienske greven Giammaria Mazzucchelli (1707-1765), publicerad 1737.

En upptäckt är det när någon får tidigare okänd kunskap, och det är en uppfinning när någon upptäcker en användningsmöjlighet. För att upptäckterna ska klassas som vetenskap genomgår de experiment eller andra tester av andra forskare. Den processen kan ta lång tid.

## Vetenskapliga upptäckter
Bland de största vetenskapliga upptäckterna finns det koperniska systemet (1543), gravitation (1664), vaccin mot smittkoppor (1700-talet), atomen (1808), förekomsten av bakterier och utvecklandet av antibiotika (1800-talet, penicilin1928), pastörisering (1800-talet), elektricitet (1821), evolutionen (1859), det periodiska systemet (1869), röntgenstrålar (1895), elektroner (1897), relativitetsteorin (1905), kvantteorin (början av 1900-talet), big bang-teorin (1927), P-pillret (1930-talet), teflon (1938), LSD (1938), atombomben (1940-talet), DNA (1953) och HIV/AIDS (1983).

## Matematiska upptäckter
Följande upptäckter inom matematiken räknas bland de främsta: Euklides elemanta (ca 300 f.Kr.), Eulers tal (1600-talet), Gödels ofullständighetsteorem (1931), snabb fouriertransform (1960-talet), och Wiles bevis av Fermats stora sats (1993).

## Arkeologiska upptäckter
Några av de största arkeologiska upptäckterna är Pompeji (1748), Rosettestenen (1799),  Nineveh och det kungliga assyriska biblioteket (1849), Troja (1870),  Machu Picchu (1911), Tutankhamons grav (1922), Dödahavsrullarna (1947), Akrotiri på Santorini (1967), ravinen i Olduvai (1959), och Terrakottaarmén (1974).

## Uppfinningar
Hjulet (ca 3500 f.Kr.), spiken (ungefär vid vår tidräknings början), kompassen (ca 800-talet), tryckpressen (ca 1440), förbränningsmotorn (senare delen av 1800-talet), telefonen (1876), glödlampan (1879), och internet (med början på 1960-talet) räknas ibland till de främsta uppfinningarna.